# Caracara caronculé
Phalcoboenus carunculatus
Pour les articles homonymes, voir Caracara.
Espèce
Statut de conservation UICN

 LC  : Préoccupation mineure
Statut CITES
Le Caracara caronculé (Phalcoboenus carunculatus) est une espèce de rapaces de la famille des falconidés. On le trouve au sud de la Colombie et dans la majeure partie de la région andine de l'Équateur. Son habitat naturel est constitué de prairies tropicales ou subtropicales de haute altitude (entre 3000 et 4200 mètres).
Il est abondant dans certaines parties de son aire de distribution. C'est un oiseau sédentaire qui effectue ses déplacements après la période de reproduction. On l'observe généralement en groupe de sept à quarante individus, même s'il est parfois possible de voir des individus seuls.
Le nid est bâti soit dans une crevasse entre des rochers soit entre les branches d'un arbre.
Bien que charognard, comme les autres caracaras, il se nourrit principalement de vers, de graines, de petits vertébrés et d'arthropodes. Il passe beaucoup de temps à marcher à terre à la recherche de sa nourriture.
Sa longueur est de 51 à 56 cm. L'apparence des adultes est similaire à celle des caracaras montagnards. Il en diffère du fait qu'il a la poitrine et le ventre blancs avec des taches gris foncé ou noires. Le plumage des jeunes est de couleur brune, le bec est sombre et les pattes sont blanc cassé.